# Het Wezeveld
Het Wezeveld, ook bekendstaand als Huis Wezeveld of Het Nieuwe Wezeveld, is een vrijstaand herenhuis en een gemeentelijk monument in het Nederlandse dorp Twello (gemeente Voorst).
Het huis werd gebouwd rond 1870 in opdracht van de eigenaar van het perceel, C.A.A. baron van Hövell tot Westerflier. Op de plek stond een ouder herenhuis, dat hiervoor werd afgebroken. Het gebouw werd opgetrokken in neoclassicistische stijl uit baksteen met een opvallend dakzadel aan de voorzijde. Dit dak werd gedekt met de natuurstenen leien van het oorspronkelijke pand.
In 1911 werd een aanbouw aan de voorzijde gerealiseerd op het bordes. In 1947 werd het huis verkocht aan de religieuze orde Salesianen van Don Bosco. Deze bouwde in 1961 naast het huis een kapel, de Heilige Hartkapel, in de stijl van de Bossche School.
In 2016 is het gebouw verkocht aan een zorginstelling, die het na verbouwing en uitbreiding in gebruik heeft genomen als verzorgingshuis voor ouderen met dementie.